# Tyree Washington
Tyree Washington (ur. 28 sierpnia 1976 w Rverside, w stanie Kalifornia) – amerykański sprinter mistrz świata w sztafecie z roku i brązowy medalista w biegu indywidualnym na tym samym dystansie. Na kolejnych mistrzostwach świata w 2003 roku zdobył srebrny medal. Startował także w sztafecie, jednak sztafeta USA została zdyskwalifikowana.

## Osiągnięcia
- 1997
  - Mistrzostwa Świata w Lekkoatletyce 1997 – Ateny, Grecja.
    - 400 m – brązowy medal
    - 4 x 400 m – sztafeta została zdyskwalifikowana
- 2003
  - Mistrzostwa Świata w Lekkoatletyce 2003 – Paryż, Francja.
    - 400 m – srebrny medal
    - 4 x 400 m sztafeta została zdyskwalifikowana

  - Halowe Mistrzostwa Świata w Lekkoatletyce 2003 – Birmingham, Anglia.
    - 400 m – złoty medal
- 2006
  - Halowe Mistrzostwa Świata w Lekkoatletyce 2006 – Moskwa, Rosja.
    - 4 x 400 m – złoty medal